# Aleksejs Purkalns
Aleksejs Purkalns (* 25. Julijul. / 7. August 1910greg. in Moskau; † nach 1945) war ein lettischer Fußballspieler.

## Karriere und Leben
Aleksejs Purkalns wurde im Jahr 1910 in Moskau, im gleichnamigen Gouvernement des Russischen Kaiserreichs geboren. Purkalns spielte in seiner Fußballkarriere in Lettland. In den Spielzeiten 1927 und 1928 war er für den LSB Riga aktiv, mit dem er jeweils Dritter in der Virslīga, der höchsten lettischen Spielklasse wurde. Im Jahr 1929 spielte Purkalns für den Zweitligisten Riga Vanderers. 1930 spielte er wieder beim LSB Riga. 1933 und 1934 war Purkalns für das Team der Universität Lettlands aktiv.
Nach dem Zweiten Weltkrieg landete er in Deutschland und wanderte später in die Vereinigten Staaten aus.

## Weblink
- Lebenslauf bei kazhe.lv (lettisch)

| Personendaten    | Personendaten                        |
| ---------------- | ------------------------------------ |
| NAME             | Purkalns, Aleksejs                   |
| KURZBESCHREIBUNG | lettischer Fußballspieler            |
| GEBURTSDATUM     | 7. August 1910                       |
| GEBURTSORT       | Moskau, Gouvernement Moskau          |
| STERBEDATUM      | 20. Jahrhundert oder 21. Jahrhundert |